# 溥侗
溥侗（1877年8月16日—1952年6月），字厚齋，號西園，別署紅豆館主。愛新覺羅氏，满族，清朝及中华民国政治人物。清朝封為不入八分鎮國公銜一等鎮國將軍。民國四公子之一。

## 生平
生于清光緒三年（1877年）八月十六日，排行第五，人称“侗五爷”。其父載治是乾隆帝第十一子成親王永瑆之曾孫，過繼給道光帝長子隱志郡王奕緯為子嗣。光緒七年，載治卒，溥侗封鎮國將軍。奉旨在上書房讀書，喜收藏金石、碑帖，雅好崑曲與京劇，通曉音律，屬京劇“譚派”權威。亦曾隨黃勉之學習古琴。1927年任乐律研究所所长，后在清华大学、北平女子文理学院等校教授崑曲。抗日战争期間曾在汪精衛政權擔任要職。1952年病故于上海。
溥侗亦是清國歌《鞏金甌》之作曲人。

## 家庭
- 父：載治
- 母：蘇完瓜爾佳氏
- 兄弟：溥健、溥偕、溥侃、溥倫
- 長子：毓崍
- 次子：毓巎
- 三子：毓崀